# Mark Röell

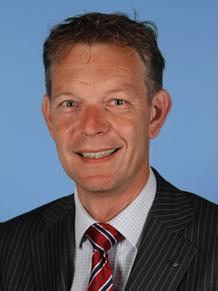
Mark Roëll

Mark Alexander Röell (* 31. August 1965 in Rotterdam) ist ein niederländischer Politiker (VVD), der seit dem 31. März 2011 Bürgermeister von Baarn ist.

## Karriere
Nach der Rotterdamer Dominikanerschule besuchte Mark Röell das City College St. Franciscus. Danach studierte er am Jan Tinbergen College (MEAO) in Den Haag und besuchte von 1987 bis 1989 eine Abendschule in Rotterdam. Später studierte er ein Jahr lang Rechtswissenschaft an der Erasmus-Universität Rotterdam.
Von 1992 bis 2004 arbeitete er als Manager bei KPN und ab 2002 war er Ratsherr in Woudrichem. Im März 2004 wurde Röell Standesbeamter der Gemeinde Aalburg – ein Amt, das er im Juni 2006 abgab, kurz bevor er Beigeordneter in Woudrichem wurde. Zu seinen Aufgaben gehörte der Vorsitz der Lenkungsgruppe für das Demenzprojekt Land van Heusden en Altena. In Bronckhorst engagierte er sich für neue Wohnungen und für die Fusion der Stiftungen Welzijn Ouderen Woudrichem (WOW) und Sociaal Cultureel Werk (SCW).
Ende März 2011 wurde er zum Bürgermeister von Baarn ernannt. Seine Familie hatte bereits eine Verbindung zu diesem Ort, der sich mit dem Schloss Soestdijk und dem Schloss Drakensteyn innerhalb seiner Gemeindegrenzen als königlich präsentiert. Sein Vater lebte dort (geboren in Renkum) und machte sein Abitur (HAVO) am Baarnsch-Lyceum. Sein Urgroßvater war Mitglied des königlichen Haushalts in Huis ten Bosch.
Zu seinen unentgeltlichen Nebentätigkeiten gehört der Vorsitz der Peters van der Laan-Stiftung und der Stiftung Utrechter Schlösser, zu der kürzlich die Stiftung Freunde von Meander hinzukam. Bis Anfang 2016 war er Vorsitzender des Aufsichtsrates der niederländischen Mukoviszidose-Stiftung (NCFS).
Röell ist verheiratet und hat zwei Kinder.